# جام جهانی کشتی ۲۰۲۲ - آزاد مردان
مسابقه جام جهانی کشتی آزاد مردان در سال ۲۰۲۲ و در شهر آیووا, ایالات متحده آمریکا به تاریخ ۱۰ الی ۱۱ دسامبر (۱۹ الی ۲۰ آذر) برگزار شد.

## مرحله گروهی
|  | تیم صعود کننده برای مکان ۱ |
|  | تیم صعود کننده برای مکان ۳ |

### گروه ۱
| تیم                 | بازی | برد | باخت |
| ------------------- | ---- | --- | ---- |
| ایالات متحده آمریکا | ۲    | ۲   | ۰    |
| گرجستان             | ۲    | ۱   | ۱    |
| مغولستان            | ۱    | ۰   | ۲    |

| مغولستان ۳ – ۷ ایالات متحده آمریکا | مغولستان ۳ – ۷ ایالات متحده آمریکا | مغولستان ۳ – ۷ ایالات متحده آمریکا | مغولستان ۳ – ۷ ایالات متحده آمریکا |
| وزن                                | مغولستان                           | نتیجه                              | ایالات متحده آمریکا                |
| ---------------------------------- | ---------------------------------- | ---------------------------------- | ---------------------------------- |
| ۵۷ ک‌گ                              | زانابازار زاندانبود                | ۰ – ۱۰                             | زین ریچاردز                        |
| ۶۱ ک‌گ                              | بدون حریف                          | – برد                              | دنیل دی شازر                       |
| ۶۵ ک‌گ                              | تومور-اچیر تولگا                   | ۱۰ – ۳                             | یانی دیاکومیهالیس                  |
| ۷۰ ک‌گ                              | منختولگا زونبایان                  | ۰ – ۱۰                             | تایلر دنیل برگر                    |
| ۷۴ ک‌گ                              | زاندانبودین سومیابازار             | ۸ – ۰                              | وینچنزو جوزف                       |
| ۷۹ ک‌گ                              | مندبیلگ تموجین                     | ۰ – ۱۰                             | جردن باروز                         |
| ۸۶ ک‌گ                              | بایاسگلان بات-اردن                 | ۰ – ۱۰                             | زاهید والنسیا                      |
| ۹۲ ک‌گ                              | بدون حریف                          | – برد                              | ناتان جکسون                        |
| ۹۷ ک‌گ                              | اولزیسایخان باتزول                 | – برد                              | کایل اسنایدر                       |
| ۱۲۵ ک‌گ                             | مونختورین لخاگواگرل                | ۳ – ۱                              | هایدن زیلمر                        |

| گرجستان ۷ –۳ مغولستان | گرجستان ۷ –۳ مغولستان | گرجستان ۷ –۳ مغولستان | گرجستان ۷ –۳ مغولستان  |
| وزن                   | گرجستان               | نتیجه                 | مغولستان               |
| --------------------- | --------------------- | --------------------- | ---------------------- |
| ۵۷ ک‌گ                 | بکا بوجیاشویلی        | ۶ – ۹                 | زانابازار زاندانبود    |
| ۶۱ ک‌گ                 | تیموراز وانیشویلی     | برد –                 | بدون حریف              |
| ۶۵ ک‌گ                 | بکا لومیتادزه         | ۰ – ۱۱                | تومور-اچیر تولگا       |
| ۷۰ ک‌گ                 | گئورگی الباکیدزه      | ۱۱ – ۱                | تسوگبارات دامینبازار   |
| ۷۴ ک‌گ                 | گیورگی سولاوا         | ۹ف – ۴                | زاندانبودین سومیابازار |
| ۷۹ ک‌گ                 | ولادیمیر گامکرلیدزه   | ۱۲ – ۲                | باتچولونی باتماگنای    |
| ۸۶ ک‌گ                 | ساندرو آمیناشویلی     | ۱ – ۸                 | بایاسگلان بات-اردن     |
| ۹۲ ک‌گ                 | میریانی مایسورادزه    | برد –                 | بدون حریف              |
| ۹۷ ک‌گ                 | گیوی ماتچاراشویلی     | برد –                 | اولزیسایخان باتزول     |
| ۱۲۵ ک‌گ                | سولومون ماناشویلی     | ۱ – ۸ف                | مونختورین لخاگواگرل    |

| ایالات متحده آمریکا ۱۰ – ۰ گرجستان | ایالات متحده آمریکا ۱۰ – ۰ گرجستان | ایالات متحده آمریکا ۱۰ – ۰ گرجستان | ایالات متحده آمریکا ۱۰ – ۰ گرجستان |
| وزن                                | ایالات متحده آمریکا                | نتیجه                              | گرجستان                            |
| ---------------------------------- | ---------------------------------- | ---------------------------------- | ---------------------------------- |
| ۵۷ ک‌گ                              | نیکولاس سوریانو                    | ۶ – ۳                              | بکا بوجیاشویلی                     |
| ۶۱ ک‌گ                              | ست گراس                            | ۱۱ – ۰                             | تیموراز وانیشویلی                  |
| ۶۵ ک‌گ                              | یانی دیاکومیهالیس                  | ۱۱ – ۰                             | بکا لومیتادزه                      |
| ۷۰ ک‌گ                              | الک پانتالئو                       | ۸ – ۰                              | گئورگی الباکیدزه                   |
| ۷۴ ک‌گ                              | جیسون نولف                         | ۱۰ – ۰                             | گیورگی سولاوا                      |
| ۷۹ ک‌گ                              | جردن باروز                         | ۵ – ۳                              | ولادیمیر گامکرلیدزه                |
| ۸۶ ک‌گ                              | زاهید والنسیا                      | ۱۱ – ۰                             | ساندرو آمیناشویلی                  |
| ۹۲ ک‌گ                              | ناتان جکسون                        | ۱۰ – ۴                             | میریانی مایسورادزه                 |
| ۹۷ ک‌گ                              | کایل اسنایدر                       | ۶ – ۰                              | گیوی ماتچاراشویلی                  |
| ۱۲۵ ک‌گ                             | هایدن زیلمر                        | ۸ – ۷                              | سولومون ماناشویلی                  |

### گروه ۲
| تیم        | بازی | برد | باخت |
| ---------- | ---- | --- | ---- |
| ایران      | ۲    | ۲   | ۰    |
| منتخب جهان | ۲    | ۱   | ۱    |
| ژاپن       | ۲    | ۰   | ۲    |

| ژاپن ۱ – ۹ ایران | ژاپن ۱ – ۹ ایران | ژاپن ۱ – ۹ ایران | ژاپن ۱ – ۹ ایران  |
| وزن              | ژاپن             | نتیجه            | ایران             |
| ---------------- | ---------------- | ---------------- | ----------------- |
| ۵۷ ک‌گ            | تایچی یاماگوچی   | ۵ – ۶            | رضا مؤمنی         |
| ۶۱ ک‌گ            | کایتو موریکاوا   | ۱۳ – ۲           | ابراهیم الهی      |
| ۶۵ ک‌گ            | ریوما آنراکو     | ۱ – ۲            | محمدرضا باقری     |
| ۷۰ ک‌گ            | کیتارو اونو      | ۶ – ۹            | علی‌اکبر فضلی      |
| ۷۴ ک‌گ            | کیرین کینوشیتا   | ۱ – ۳            | محمدصادق فیروزپور |
| ۷۹ ک‌گ            | یاجورو یامازاکی  | ۰ – ۱۱           | علی سوادکوهی      |
| ۸۶ ک‌گ            | تاتسویا شیرای    | ۰ – ۱۱           | علیرضا کریمی      |
| ۹۲ ک‌گ            | ساتوشی میورا     | ۰ – ۱۰           | کامران قاسم‌پور    |
| ۹۷ ک‌گ            | یوهی شینادا      | ۲ – ۱۳           | امیرعلی آذرپیرا   |
| ۱۲۵ ک‌گ           | هیروتو نینومیا   | ۰ – ۱۰           | امیررضا معصومی    |

| منتخب جهان ۹ – ۱ ژاپن | منتخب جهان ۹ – ۱ ژاپن  | منتخب جهان ۹ – ۱ ژاپن | منتخب جهان ۹ – ۱ ژاپن |
| وزن                   | منتخب جهان             | نتیجه                 | ژاپن                  |
| --------------------- | ---------------------- | --------------------- | --------------------- |
| ۵۷ ک‌گ                 | زلیمخان آباکاروف       | ۳ – ۰                 | تایچی یاماگوچی        |
| ۶۱ ک‌گ                 | گئورگی وانگلوف         | ۰ – ۱۰                | کایتو موریکاوا        |
| ۶۵ ک‌گ                 | تایربک ژوماشبک اولو    | ۴ – ۱                 | ریوما آنراکو          |
| ۷۰ ک‌گ                 | ارنظر آکماتالیف        | ۱۱ – ۰                | کیتارو اونو           |
| ۷۴ ک‌گ                 | تیموراز سالکازانوف     | ۱۰ – ۰                | کیرین کینوشیتا        |
| ۷۹ ک‌گ                 | ارسلان بوداژاپوف       | ۵ – ۲                 | یاجورو یامازاکی       |
| ۸۶ ک‌گ                 | عظمت دولتبکوف          | ۱۱ – ۰                | تاتسویا شیرای         |
| ۹۲ ک‌گ                 | عثمان نورماگمدوف       | ۱۰ – ۰                | ساتوشی میورا          |
| ۹۷ ک‌گ                 | باتیربک تساکولوف       | ۱۰ – ۰                | یوهی شینادا           |
| ۱۲۵ ک‌گ                | اولکساندر خوتسیانیفسکی | ‍‍۱۱ – ۰                | هیروتو نینومیا        |

| ایران ۶ – ۴ منتخب جهان | ایران ۶ – ۴ منتخب جهان | ایران ۶ – ۴ منتخب جهان | ایران ۶ – ۴ منتخب جهان |
| وزن                    | ایران                  | نتیجه                  | منتخب جهان             |
| ---------------------- | ---------------------- | ---------------------- | ---------------------- |
| ۵۷ ک‌گ                  | رضا مؤمنی              | ۲ –                    | زلیمخان آباکاروف       |
| ۶۱ ک‌گ                  | ابراهیم الهی           | ۱ – ۵                  | گئورگی وانگلوف         |
| ۶۵ ک‌گ                  | رحمان عموزاد           | ۵ – ۰                  | تایربک ژوماشبک اولو    |
| ۷۰ ک‌گ                  | امیرمحمد یزدانی        | ۱۰ – ۷                 | ارنظر آکماتالیف        |
| ۷۴ ک‌گ                  | محمدصادق فیروزپور      | ۰ – ۹                  | تیموراز سالکازانوف     |
| ۷۹ ک‌گ                  | محمد نخودی             | ۱۲ – ۲                 | ارسلان بوداژاپوف       |
| ۸۶ ک‌گ                  | علیرضا کریمی           | ۴ – ۰                  | عظمت دولتبکوف          |
| ۹۲ ک‌گ                  | امیرحسین فیروزپور      | ۱۰ – ۱۰                | عثمان نورماگمدوف       |
| ۹۷ ک‌گ                  | امیرعلی آذرپیرا        | ۱۰ – ۰                 | باتیربک تساکولوف       |
| ۱۲۵ ک‌گ                 | امیررضا معصومی         | ۱۲ – ۰                 | اولکساندر خوتسیانیفسکی |

## مسابقات نهایی
| ایالات متحده آمریکا ۶ – ۴ ایران | ایالات متحده آمریکا ۶ – ۴ ایران | ایالات متحده آمریکا ۶ – ۴ ایران | ایالات متحده آمریکا ۶ – ۴ ایران |
| وزن                             | ایالات متحده آمریکا             | نتیجه                           | ایران                           |
| ------------------------------- | ------------------------------- | ------------------------------- | ------------------------------- |
| ۵۷ ک‌گ                           | زین ریچاردز                     | ۶ – ۲                           | رضا مؤمنی                       |
| ۶۱ ک‌گ                           | ست گراس                         | ۱۰ – ۰                          | ابراهیم الهی                    |
| ۶۵ ک‌گ                           | یانی دیاکومیهالیس               | ۴ – ۵                           | رحمان عموزاد                    |
| ۷۰ ک‌گ                           | الک پانتالئو                    | ۴ – ۳                           | امیرمحمد یزدانی                 |
| ۷۴ ک‌گ                           | جیسون نولف                      | ۱ – ۲                           | محمدصادق فیروزپور               |
| ۷۹ ک‌گ                           | جردن باروز                      | ۶ – ۶                           | علی سوادکوهی                    |
| ۸۶ ک‌گ                           | زاهید والنسیا                   | ۵ – ۳                           | علیرضا کریمی                    |
| ۹۲ ک‌گ                           | ناتان جکسون                     | ۸ – ۴                           | امیرحسین فیروزپور               |
| ۹۷ ک‌گ                           | کایل اسنایدر                    | ۵ – ۰                           | کامران قاسم‌پور                  |
| ۱۲۵ ک‌گ                          | هایدن زیلمر                     | ۱ – ۶                           | امیررضا معصومی                  |

| گرجستان ۲ – ۸ منتخب جهان | گرجستان ۲ – ۸ منتخب جهان | گرجستان ۲ – ۸ منتخب جهان | گرجستان ۲ – ۸ منتخب جهان |
| وزن                      | گرجستان                  | نتیجه                    | منتخب جهان               |
| ------------------------ | ------------------------ | ------------------------ | ------------------------ |
| ۵۷ ک‌گ                    | بکا بوجیاشویلی           | ۱ – ۴                    | زلیمخان آباکاروف         |
| ۶۱ ک‌گ                    | تیموراز وانیشویلی        | – برد                    | گئورگی وانگلوف           |
| ۶۵ ک‌گ                    | بکا لومیتادزه            | ۴ – ۱۴                   | تایربک ژوماشبک اولو      |
| ۷۰ ک‌گ                    | گئورگی الباکیدزه         | ۳ – ۴                    | ارنظر آکماتالیف          |
| ۷۴ ک‌گ                    | گیورگی سولاوا            | ۰ – ۱۰                   | تیموراز سالکازانوف       |
| ۷۹ ک‌گ                    | ولادیمیر گامکرلیدزه      | ۱۲ – ۲                   | ارسلان بوداژاپوف         |
| ۸۶ ک‌گ                    | ساندرو آمیناشویلی        | ۱ – ۴                    | عظمت دولتبکوف            |
| ۹۲ ک‌گ                    | میریانی مایسورادزه       | ۰ – ۳                    | عثمان نورماگمدوف         |
| ۹۷ ک‌گ                    | گیوی ماتچاراشویلی        | ۷ – ۷                    | باتیربک تساکولوف         |
| ۱۲۵ ک‌گ                   | سولومون ماناشویلی        | برد –                    | اولکساندر خوتسیانیفسکی   |

## جدول رده‌بندی
| تیم                 | بازی | برد | باخت |
| ------------------- | ---- | --- | ---- |
| ایالات متحده آمریکا | ۳    | ۳   | ۰    |
| ایران               | ۳    | ۲   | ۱    |
| منتخب جهان          | ۳    | ۲   | ۱    |
| گرجستان             | ۳    | ۱   | ۲    |
| مغولستان            | ۲    | ۰   | ۲    |
| ژاپن                | ۲    | ۰   | ۲    |